# Lengau
Lengau osztrák község Felső-Ausztria Braunau am Inn-i járásában. 2019 januárjában 4742 lakosa volt. 

## Elhelyezkedése

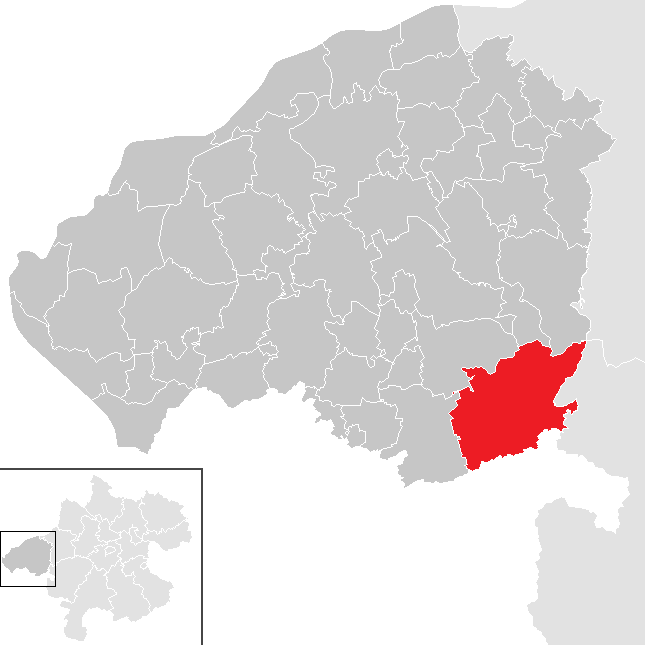
Lengau a Braunau am Inn-i járásban

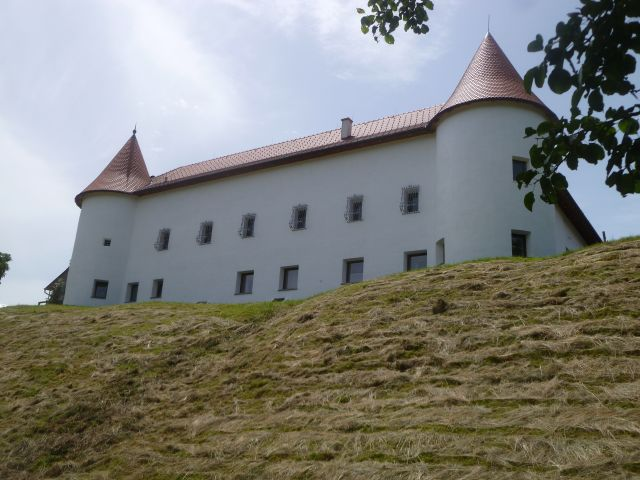
A teichstätti kastély

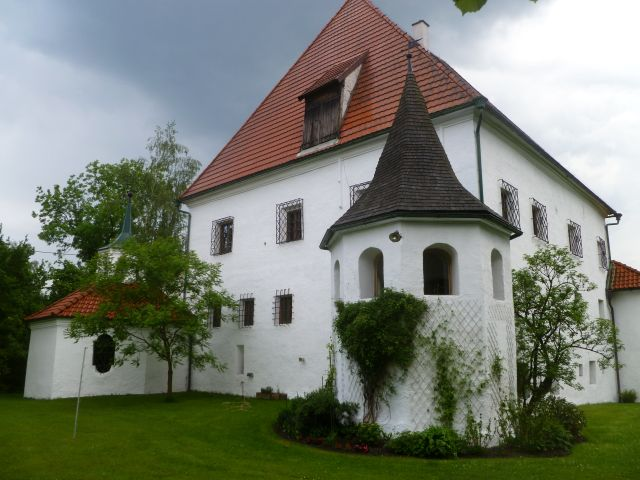
Az erbi kastély

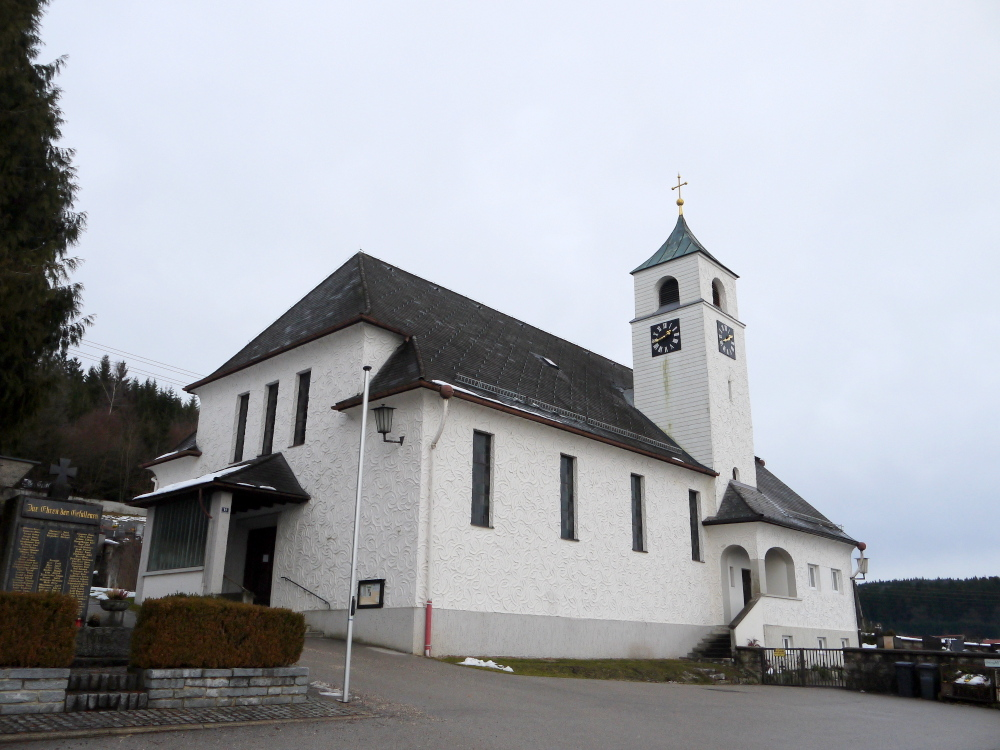
A schneegatterni Lourdes-i Mária-plénáiatemplom

Lengau Felső-Ausztria Innviertel régiójában fekszik a Hainbach és a Flörlplainbach folyók találkozásánál. Az önkormányzat 30 településrészt és falut egyesít: Ameisberg (73 lakos 2018-ban), Aug (29), Bach (53), Baierberg (28), Edt (142), Flörlplain (57), Frauscherberg (12), Friedburg (718), Gassl (158),Gollmannseck (13), Gstöckat (16), Heiligenstatt (193), Höcken (218), Holz (80), Igelsberg (76), Krenwald (51), Kühbichl (149), Lengau (729), Mittererb (113), Oberehrneck (39), Obererb (12), Pfannenstiel (11), Sankt Ulrich (67), Schneegattern (916), Schwöll (228), Teichstätt (300), Unterehrneck (22), Untererb (90), Utzweih (67) és Wimpassing (82).
A környező önkormányzatok: nyugatra Lochen am See, északnyugatra Munderfing, északra Maria Schmolln, északkeletre Sankt Johann am Walde és Lohnsburg am Kobernaußerwald, keletre Pöndorf, délre Straßwalchen (Salzburg tartományban).   

## Története
A község legrégebbi települése Teichstätt, amelyet először 776-ban említettek. Lengau neve a 19. század előtt nem szerepel a forrásokban. 1377-ben két fivér, Konrad és Hartneid Kuchler vásárolta meg Friedburg várát a bambergi püsöktől. A várat a 18. században, a spanyol örökösödési háború folyamán lerombolták. 
A régió a 7. századtól kezdve a Bajor Hercegséghez tartozott, de a bajor örökösödési háborút lezáró tescheni béke 1779-ben Ausztriának juttatta az Innviertelt, benne Lengaut is. A napóleoni háborúk során a régió egy rövid időre visszakerült a franciabarát bajorokhoz, de Napóleon bukása után végleg Ausztria kapta meg. 
Friedburg 1439-ben mezővárosi jogokat kapott, de státusza idővel feledésebe merült. 1930-ban ismét megkapta a mezővárosi rangot, ám egy évvel később egyesítették Lengauval.

## Lakosság
A lengaui önkormányzat területén 2019 januárjában 4742 fő élt. A lakosságszám 1939 óta többé-kevésbé gyarapodó tendenciát mutat. 2016-ban a helybeliek 90,2%-a volt osztrák állampolgár; a külföldiek közül 1,8% a régi (2004 előtti), 3,4% az új EU-tagállamokból érkezett. 3,6% a volt Jugoszlávia (Szlovénia és Horvátország nélkül) vagy Törökország, 1% egyéb országok polgára. 2001-ben a lakosok 82,1%-a római katolikusnak, 3,1% evangélikusnak, 1,4% ortodoxnak, 5,3% mohamedánnak, 6,5% pedig felekezeten kívülinek vallotta magát. Ugyanekkor a legnagyobb nemzetiségi csoportokat a német (92,7%) mellett a szerbek (1,6%), a horvátok (1,6%), a bosnyákok (1,5%) és a törökök (1%) alkották. 
A lakosság számának változása:

| 2016 | 4 570 |
| 2018 | 4 738 |

## Látnivalók
- a teichstätti kastély
- az erbi kastély
- a lengaui Szt. Jakab-plébániatemplom
- a friedburgi Szt. Sebestyén-plébániatemplom
- a schneegattern Lourdes-i Mária-plébániatemplom

## Fordítás
- Ez a szócikk részben vagy egészben  a   Lengau című német Wikipédia-szócikk ezen változatának fordításán alapul.  Az eredeti cikk szerkesztőit annak laptörténete sorolja fel. Ez a jelzés csupán a megfogalmazás eredetét és a szerzői jogokat jelzi, nem szolgál a cikkben szereplő információk forrásmegjelöléseként.